# Imazalil
L'imazalil (aussi nommé énilconazole, chloramizol ou deccozil)  est un fongicide utilisé dans le traitement de certains fruits, comme la banane, des agrumes (citrons, oranges, clémentines, mandarines...), des légumes, et notamment des pommes de terre et autres tubercules.

## Réglementation
Sur le plan de la réglementation des produits phytopharmaceutiques :
- pour l'Union européenne, cette substance active est inscrite à l’annexe I de la directive 91/414/CEE par la directive 1997/73/CE ;
- pour la France, cette substance active est autorisée dans la composition de préparations bénéficiant d'une autorisation de mise sur le marché.

Il est également autorisé au Canada et en Chine.

## Toxicologie
Selon l'Environmental Protection Agency (EPA), l'imazalil est classé comme cancérogène probable.
Après l'administration d'imazalil à des rats, ont été observés des adénomes et des adénocarcinomes de la thyroïde.
Chez les souris, l'imazalil a des effets neuro-comportementaux et amène des troubles de la reproduction.